# Guillaume Feugueray
Guillaume Feugueray (auch: Feugueré, Feuguières, Fengerays, Fugeraeus, Figuraeus, Fengret, Fengereau, Phangret;* um 1535 in Rouen; † 1613 in Dieppe oder Rouen) war ein französischer evangelischer Theologe.

## Leben
Über das Leben von Feugueray ist wenig bekannt. Er wirkte 1565 an der Kirche von Pavilly und promovierte am 23. Juli des Jahres zum Doktor der Theologie an der Universität in Paris. Er war dann Pfarrer in Longueville, von wo er als Hugenotte nach der Bartholomäusnacht nach London und später nach Villiers flüchtete. Von dort scheint er wieder in seine Geburtsstadt zurückgekehrt zu sein. Am 17. Juli 1575 berief man ihn zum ersten Professor der Theologie an die Universität Leiden, in welcher Eigenschaft er 1576/77 er als Rektor der Alma Mater vorstand. Im Mai 1579 gab er seine Leidener Professur auf, um zu seiner Gemeinde nach Rouen zurückzukehren und er folgte 1590 einem Ruf nach Dieppe.

## Werke
- Propketiea et apostolicœ, idest, totius dimnœ ac can,onicœ ScripturtB Tkesaurus, in locos commîmes rerum, dogmatum suis divinis exemplisillustratorum et phraseonScripturœ familiarium, ordine alphabetico digestus, ex Aug. Marlorati Adversariis. London, 1574, Bern 1601, Genf 1624, ein Kompendium dieses Werkes erschien 1613 in Genf.
- Bertrami [Ratramni] presbyteri, De corpore et sanguine Domini liber ad CarolumMagnum imperatorem, G. Feuguerai operâ emendatus et commentario illustratus. Leiden 1579
- Opuscula lugdunensia. Leiden 1579.
- Responsa ad quœstiones cujusdam obscuri inquisitoris in Zelandiâ delitescentis, de Ecclesiœ perpetuitate et notis, deque aliis quinque eàdempertinentibuscapitibus. Leiden 1579.
- Novum testamentum, latine, ex versione et cum annotationibus Th. Bezae, paucis etiam additis ex Joachimi Camerarii notationibus, studio Petri Loselerii Villerii et nunc postremo G.F. opera. London 1587.